# Бетельда
Бетельда (авар. Бете́лда) — село в Тляратинском районе Дагестана. Административный центр сельского поселения сельсовет Герельский.

## География
Расположено в 23 км к юго-востоку от районного центра — села Тлярата, на правом берегу реки Аварское Койсу (Джурмут).

## Население
| 1869 | 1888 | 1895 | 1926 | 1939 | 1970 | 1989 |
| ---- | ---- | ---- | ---- | ---- | ---- | ---- |
| 140  | ↗179 | ↘169 | ↘93  | ↗135 | ↗216 | ↗259 |
| 2002 | 2010 | 2021 |      |      |      |      |
| ↗557 | ↘485 | ↗538 |      |      |      |      |